# Арманс (роман)
«Арманс, або кілька сцен з паризького салону в 1827» (фр. Armance ou quelques scènes d'un salon de Paris en 1827) — перший роман французького письменника Стендаля, над яким він працював в січні-жовтні 1826 року. Вперше виданий в серпні 1827 році, друге видання вийшло після смерті автора в 1853 році.

## Історія створення
Спочатку Стендаль хотів назвати свій роман «Арманс, або Сен-Жерменське передмістя», що характеризувало місце дії, але видавець придумав підзаголовок «Сцени з життя паризького салону 1827 року» для додання романові сучаснішого вигляду. Прототипом пані д'Омаль сьала маркіза де Кастрі (згодом герцогиня).
Сюжет роману в загальних рисах повторює два романи того часу: неопублікований роман «Олів'є» письменниці герцогині де Дюрас, яка читала його вголос в салонах Парижа, і аналогічний роман Анрі де Латуш. У створенні роману допомагав Проспер Меріме: він порадив не називати роман «Олів'є», підібрав більшу частину епіграфів для окремих глав і рекомендував зробити деякі виправлення в тексті.
Стиль твору — великосвітський роман. Завдання роману — виявити в блиску і витонченості «вищого світу» порожнечу життя, низовина інтересів, недоумкуватість феодальної аристократії. Темою твору стали взаємини юнаки і дівчата, сильно відрізняються від їх оточення своїми характерами, і руйнування їхніх доль.

## Сюжет
Роман починається з опису характеру Октава де Малівера і його сім'ї. Нецікаве життя Октави змінюється після звістки про обговорюваний закон про відшкодування майна особам, які втратили його в ході революції, але зберегли вірність королю. Статок сім'ї Октави в разі прийняття закону виросте в рази. У салоні родички де Бонніве до нього прикута загальна увага, але воно його дратує, так як він сам нічого для цього не зробив. У той час, як всі його вітають, його кузина Арманс Зоілова мовчить. Її мовчання в салоні коментують як заздрість. Октав йде з дому пані де Бонніве і мало не потрапляє під карету. Після приходу додому він відчуває розчарування від зміни свого становища — адже тепер всі люблять не його, а тільки його передбачуване майно. Він хоче застрелитися, але потім вважає це ознакою слабкості. Ним стали цікавитися в суспільстві і сім'ї, і це його обтяжує. Під час чергового візиту в будинок де Бонніве він підслухав фразу Арманс про себе «Що поробиш, він такий же, як всі. Я вважала, що у нього незвичайна душа, а він сам на себе не схожий через ці два мільйони». Це викликало в ньому як радість, так і смуток. Він хоче пояснити Арманс, що йому це майно і увага до його персони не подобається. Октав постійно приїжджає в салон, розмовляє з відвідувачами і має великий успіх, але йому ніяк не вдається поговорити з Арманс. Так триває три місяці, поки випадок не надав йому можливість пояснити свою поведінку. Але реакція Арманс була несподіваною — сказавши одну нейтральну фразу, вона втекла. У своїй кімнаті Арманс плаче. У наступні дні Октав знову не може поговорити з Арманс наодинці. Коли вони знову говорять, то Арманс каже, що обговорюється питання про її шлюб. Цей прийом привертає до неї ще більшу увагу Октава і він намагається дізнатися хто її наречений. Успіх Октава викликає заздрість у молодих дворян і офіцерів, які висміюють відсутність прагнення до військової служби. У суспільстві його починають вважати оригінальним, але слабким фізично. У той же час його долають мами зі знатних родин, які шукають женихів для своїх дочок. Це ще більше посилює його неприйняття до вищого світу. Він вирішує привернути увагу легковажної графині де Омаль. Вона поводиться оригінально і це свідчить, що вона не така, як всі інші жінки у суспільстві. Октав поводиться зухвало і цим захоплює її. Мати Октави, пані де Маливер, вважає, що графиня де Омаль не пара її синові і вирішує одружити його на Арманс. Вона запрошує Арманс і каже її про свій намір. Арманс рада, але в той же час її вигадка про нареченого ускладнює їй спілкування з Октавою на тему шлюбу. Арманс просить відстрочки. Повернувшись до будинку де Бонніве, вона зустрічає Октава, але не може йому нічого сказати. З слів Октава вона розуміє, що сприймає її як подругу. Арманс каже пані де Бонніве, щоб та не говорила Октаву про шлюб з нею і обмірковує причини, через які вона не може вийти заміж за Октава. Всі ці причини переконують її, що вона має рацію і її помітні оточуючим муки зникають. Арманс стала спілкуватися в Октавом ніжніше. Це викликає підозри Октава і тепер уже він поводиться нервово. Поступово його награна веселість через стриманість переходить в мізантропію, про яку він розповідає Арманс. Зустрічі з де Омаль викликали ревнощі Арманс і вона, знаю ненависть Октава до суспільства, пробує взяти з нього обіцянку три місяці проводити в салонах і театрах. У відповідь він говорить, що йому не подобається, що його всюди приймають тільки через його походження. В цей час сім'ї де Бонніве і де Маливер переїхали на літо в заміський замок. Під час чергової зустрічі Октав сказав Арманс, що його волочіння за графинею де Омаль мало на меті змінити громадську думку про нього, як про вискочки, т. К. Він явно перевершив тих, хто давно вився навколо графині. Арманс зраділа. Через хвилину пані де Омаль сказала Октаву, що він закоханий в Арманс. Це було сильним ударом, т. К. Означало, що він порушив свою обітницю не закохуватися і не одружуватися до 26 років. Думаючи про Арманс, Октав розуміє, що вона теж в нього закохана. Він вважає себе збезчещеним через слів де Омаль і порушення своєї обітниці. Він думає про смерть, але це для нього не вихід. Він хоче виїхати якнайдалі від Арманс і від суспільства. Коли він зустрічає Арманс, то від його жорстких слів вона втрачає свідомість. Октав відводить Арманс в замок і йде до батьків. Він каже їм, що повинен виправдати своє родове звання подвигом і для цього повинен виїхати з дому. Пані де Маливер говорить про це Арманс. Октав поїхав в Париж готуватися до від'їзду. Він знаходиться з нервовому збудженні. Випадково він побачив афішу вистави і вирішує побачитися наостанок з графинею де Омаль, яка могла піти на цю виставу. У театрі він зустрічає її і маркіза де Кревроша, який до неї залицявся. Маркіза зраділа приходу Октава, а маркіз запискою викликав Октава на дуель. В ході дуелі Октав вбив де Кревроша, але був поранений в руку. Октав написав листа Арманс і заповіт. Октава перевезли в Париж, туди ж приїхали сімейства де Бонніве і де Маливер. Октав визнається Арманс в своїй любові, Арманс визнається, що у неї ніколи не було нареченого. Вони щасливі два місяці, поки Октав одужує. За той час, що Арманс жила з родиною де Маливер вона посварилася з командором де Субіраном. Незабаром сімейства де Маливер і де Бонніве знову зустрілися в заміському замку. До них в гості приїхало багато гостей, які за своїм оцінювали Октава і часто про нього говорили. В цей час в замок приїжджає шевальє де Бонніве, син маркіза. Він лає простолюдді і зневажливе ставлення до церкви, ніж заслуговує увагу жінок і людей похилого віку, в т. Ч. Командора де Субірана. Шевальє неприємно увагу суспільства до Октаву і він хоче затьмарити Октава в очах Арманс. Сім'я де Бонніве, Арманс і шевальє де Бонніве на місяць виїжджають в інший сімейний замок, щоб керувати ремонтом. Далеко один від одного Октав і Арманс відчувають напади ревнощів, взаємної недовіри і впадають в смуток. У цей час прийшли звістки, що Арманс отримало спадок, а Октав знову поранив руку. Під час зустрічі вони поводяться стримано, що породжує ще більші взаємні підозри. Вдумливий Октав нічого не почув новину про спадщину Арманс. У Арманс це викликало розчарування і підозра в зв'язку з графинею де Омаль. Вона вела себе холодно, що посилило підозри Октава про зв'язок Арманс і шевальє де Бонніве. Арманс пішла до його кімнаті, але не бажала з ним зустрітися віч-на-віч. За збігом обставин у його двері вона зустрілася з де Субіраном. Це викликало б великий скандал, тому Арманс побігла до пані де Маливер за порадою. Пані де Маливер вирішила придумати слушний привід для походу Арманс до кімнати Октава і придумала історію раптового нападу власної хвороби в кімнаті Октава. Октав і Арманс зустрілися в кімнаті і знову зізналися один одному в любові. Так командор мимоволі звів їх разом, але це заважало його планам керувати станом Октава в грі на біржі. Командор і шевальє вирішили налаштувати проти весілля друзів сімейств де Маливер і де Бонніве і це їм вдалося. Але далеко від закоханих він нічого конкретного не міг домогтися і приїхав в замок, де вони перебували. В цей час на Октава знову стали знаходити напади туги, що злякало Арманс. Октав говорить їй, що у нього є жахлива таємниця. Він їде в Париж і звідти відправляє листи. Вона відповідає і він повертається. Вони щасливі, але Октав соромиться свій таємниці. Вони обмінюються листами, покладеними в діжку з апельсиновим деревом. Це стало відомо де Субірану. За наводкою шевальє він придумує план підміни листа в діжці. Почерк Арманс підробив переписувач і його поклали в діжку. Цей лист знайшов Октав і вирішив, що Арманс його не любить. Після одруження вони поїхали в Марсель. Тут Октав повідомив дружині, що їде до Греції на деякий час. Він сів на корабель, де незабаром зобразив лихоманку. Він написав заповіт і кілька листів. Потім прийняв отруту. Арманс і пані де Малівер постриглися в черниці.

## Герої
- віконт Октав де Малівер — головний герой роману. Закінчив Політехнічну школу в 20 років. Він з хорошого знатного роду, але у його сім'ї дуже скромний дохід. У ньому помітний юнацький максималізм і мінливий характер, але при цьому він вважає, що повністю себе контролює і служить таким собі визначальним їм же самим «добровільним зобов'язанням». Він часто робить випробування свого тіла і волі (дав собі обітницю не одружуватися до 26 років). Відчуває, що відрізняється від вищого суспільства за характером і розуму, а й манера спілкування представників інших верств суспільства йому не до вподоби. Він пишається свій витримкою, тому «в його душі глибоко вкоренилося огиду до людей», які міряють оточуючих по собі і йдуть туди, куди дме вітер. Замість блискучої кар'єри, яку все йому пророкують, він хотів би стати вченим і відгородитися від мирського життя. У нього часто виникають дивні плани (наприклад, влаштуватися слугою до пана з вищого суспільства в іншому місті). Читає багато книг і газет, захоплювався хімією, вміє грати на фортепіано, знає грецьку мову. Скритний в спілкуванні з іншими людьми, т. К. Не вважає, що може з ними подружитися. Його долають «напади туги, які все приймають за напади безумства». На момент початку роману він часто бачиться з Арманс в будинку родини де Бонніве, вважає її єдиним другом і звик з нею обговорювати свої думки. Вважає себе чудовиськом, т. К. У нього «немає совісті».
- Арманс Зоілова — головна героїня роману. Народилася в Севастополі. Їй 18 років. Дочка полковника, згодом генерала російської армії і родички сімей де Малівер і де Бонніве. На початку роману не має приданого, компаньйонка в будинку родини де Бонніве. Володіє даром заспокоювати інших людей. Зовні стримана і в той же час прямолінійна, вона має самоповагу і честь. Не звертає уваги на «дрібні життєві негаразди», але при цьому переживання через свої почуття приводять її в хворобливі стани, непритомність, сум'яття. Отримавши виховання в Росії і будучи дочкою черкеса, сильно відрізняється зовнішністю і поведінкою від французів. Через відсутність стану на ній не стане одружуватися ніхто з вищого світу, тому по ходу роману вона подумує постригтися у черниці.
- пані де Малівер — мати Октава. Їй майже 50 років. Богобоязлива і її лякає, що Октав читає газети сумнівного змісту. Вона хворіє і до неї постійно приїжджають лікарі. Відчуває приязнь до Арманс і намагається, щоб вона вийшла заміж за Октава. Хоче, щоб Октав більше спілкувався з людьми, ходив в салони і театри і відчув нарешті смак до радощів життя.

маркіз де Малівер — батько Октава, нащадок адмірала де Бонніве. Людина похилого віку. До революції був багатий, під час революції виїхав за кордон. Повернувся в 1814 році і виявив, що більша частина його стану була конфіскована. Значення і честь роду для нього понад усе, тому низький дохід призводить його в зневіру. Хоче знайти Октаву багату наречену.
- командор де Субіран — дядько Октава. Йому 60 років. Навіжена і марнославна людина. Він пристрастився до гри на біржі і має багато боргів. Тому має плани на стан, який може отримати Октав в результаті прийнятого в 1825 році закону про винагороду емігрантів.
- маркіза де Бонніве — родичка і найближча подруга пані де Маливер. Дружина одного з найвпливовіших царедворців свого часу маркіза де Бонніве. В її салон приїжджає багато людей з вищого суспільства. Захоплюється містичними, релігійними і філософськими навчаннями. Опікується Арманс Зоілову і звикла розмовляти з нею про всі свої справи. Намагається звернути Октава в «свою віру».
- пані де Омаль — вітряна графиня, навколо якої багато шанувальників, які не можуть її надовго розвеселити. Октав вирішив залучити її увагу і виявився єдиною людиною, з якою їй не нудно. Досвідчена в любовних справах, вона розуміє, що Октав закоханий в Арманс.
- шевальє де Бонніве — третій син маркіза де Бонніве від першого шлюбу. Йому 20 років. Останні 8 років він провів далеко від Парижа, навчаючись в єзуїтському коледжі. Він вибрав своїм шляхом служіння церкви, але служіння веде в стилі Тартюфа. Здобув увагу старших родичів тим, що читає проповіді слугам і простолюду (яких вищий світ ще боїться після революції 1789 року). Начитаний і постійно цитує класиків. Відчуваючи, що він подобається всім менше, ніж Октав, намагається перешкодити весіллю Октава і Арманс через заздрощі видали.